# Tarachodes severini
Tarachodes severini är en bönsyrseart som beskrevs av Werner 1915. Tarachodes severini ingår i släktet Tarachodes och familjen Tarachodidae. Inga underarter finns listade i Catalogue of Life.